# Hydatellaceae

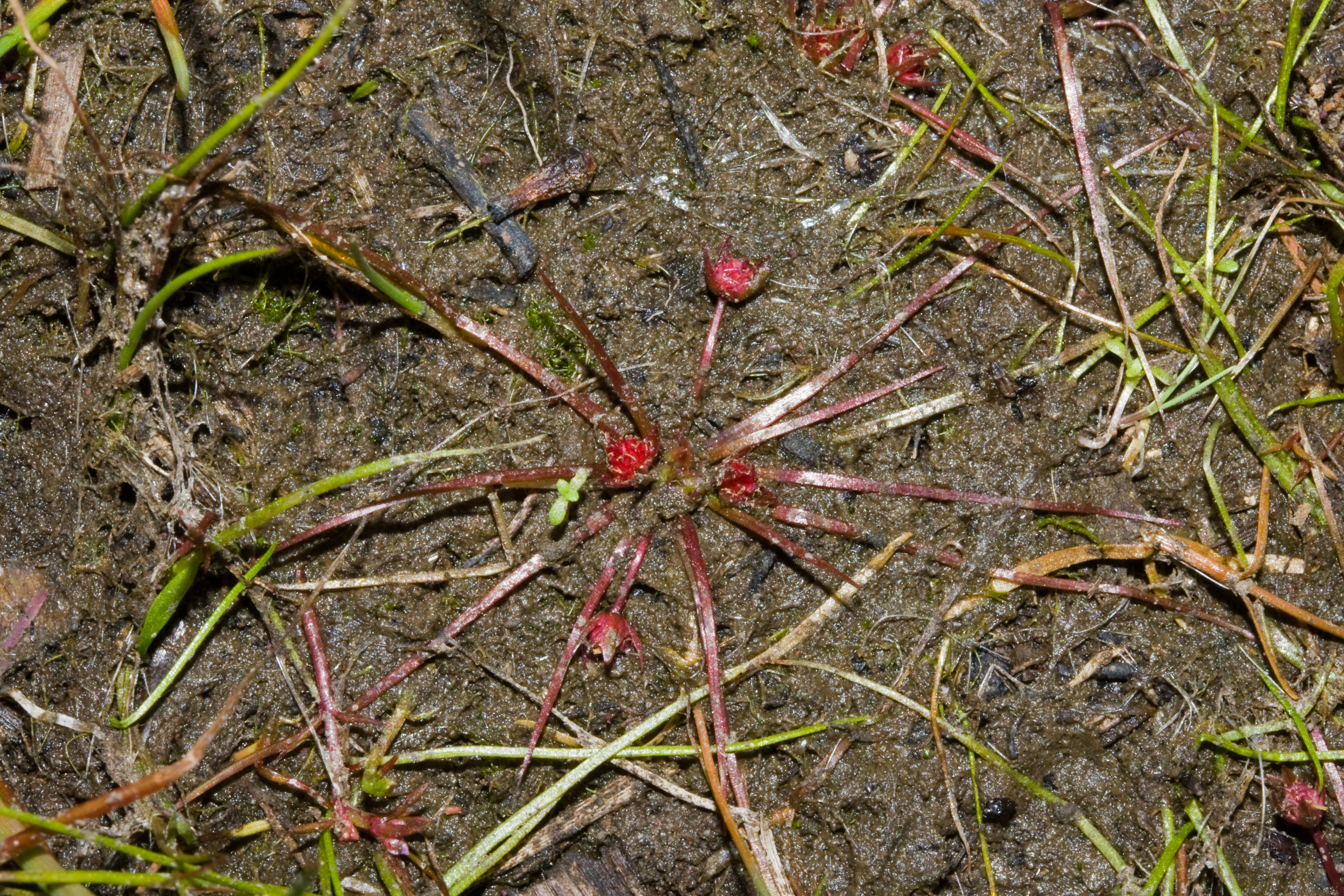
Trithuria submersa in Tasmanien, fruchtend

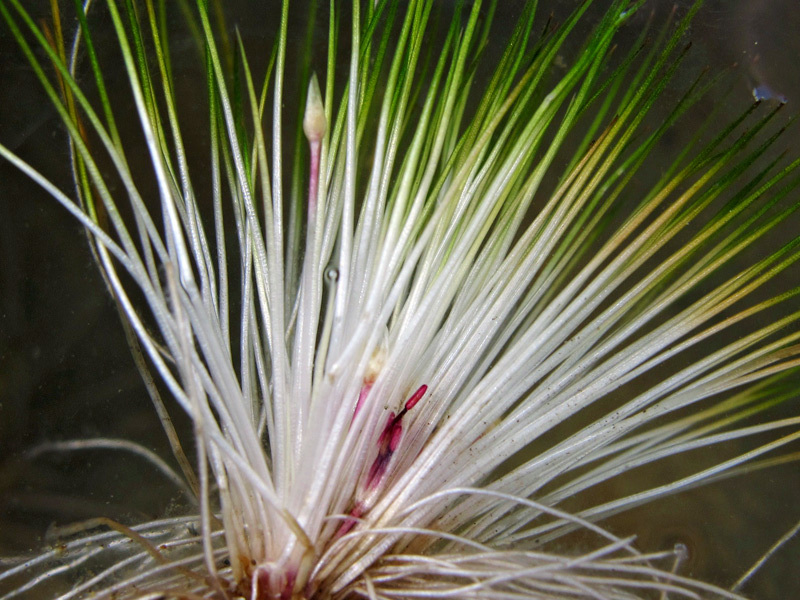
Trithuria inconspicua

Die Hydatellaceae ist Pflanzenfamilie in der Ordnung der Seerosenartigen (Nymphaeales) innerhalb der Bedecktsamer und enthält seit 2008 nur noch eine Gattung. Die Familie Hydatellaceae umfasst nur dreizehn Arten, die ihre Areale in Australien, Tasmanien, Neuseeland und Indien haben.

## Beschreibung
Die Arten der Hydatellaceae sind einjährige krautige Pflanzen, mit sehr kurzen Stängeln, die Wuchshöhen von nur 2 bis 5 cm erreichen. Sie leben im Süßwasser untergetaucht oder wenigstens teilweise untergetaucht im Gewässergrund mit Wurzeln verankert. Die wechselständig, spiralig an der Pflanzenbasis konzentriert angeordneten Laubblätter sind einfach, ungestielt, einnervig, fadenförmig (also ohne erkennbare Spreite), ganzrandig und 5 bis 40 mm lang.
Sie sind getrenntgeschlechtig zweihäusig (diözisch) oder einhäusig (monözisch). In meist kopfigen Blütenständen sind einige Blüten zusammengefasst. Die funktional eingeschlechtigen Blüten sind winzig und einzählig. Blütenhüllblätter fehlen. Die männlichen Blüten enthalten nur ein fertiles Staubblatt. Die weiblichen Blüten enthalten meist nur ein oberständiges Fruchtblatt, einen Griffel und eine Narbe. Die Bestäubung erfolgt autogam (Autogamie = Selbstbestäubung) oder über das Wasser (Hydrophilie).
Es werden Kapselfrüchte gebildet bei Trithuria oder Balgfrüchte oder Achänen bei der früheren Hydatella. Die winzigen Samen enthalten Stärke.

## Systematik
Die Familie Hydatellaceae wurde von Ulrich Hamann (am Lehrstuhl für Spezielle Botanik, Ruhr-Universität Bochum) 1975 in New Zealand Journal of Botany, Volume 14: S. 195 aufgestellt. Die Familie Hydatellaceae wurde früher in die Ordnung der Poales gestellt. Molekulargenetische Untersuchungen und eine neue Interpretation der Morphologie stellen klar, dass die Familie in die Ordnung der Nymphaeales gehört und an der Basis des Stammbaumes der Bedecktsamer steht.
Heute gehören wohl alle Arten in die Gattung Trithuria.
Es gibt nur noch eine Gattung mit etwa 14 Arten in der Familie der Hydatellaceae:
- Trithuria Hook. f. (Syn.: Juncella F.Mueller ex Hieronymus, Hydatella Diels)[5][6]: Von den etwa 14 Arten kommen acht in Australien und je eine in Neuseeland sowie in Indien vor:
  - Trithuria austinensis D.D.Sokoloff, Remizowa, T.D.Macfarl. & Rudall: Sie kommt nur in Western Australia vor.[6]
  - Trithuria australis (Diels) D.D.Sokoloff, Remizowa, T.D.Macfarl. & Rudall (Syn.: Hydatella australis Diels, Hydatella sessilis T.D.Macfarl., Hydatella leptogyne Diels): Sie kommt nur in Western Australia vor.[6]
  - Trithuria bibracteata D.A.Cooke: Sie kommt nur in Western Australia vor.[6]
  - Trithuria brevistyla (K.A.Ford) de Lange & Mosyakin (Syn.: Trithuria inconspicua subsp. brevistyla K.A.Ford): Sie kommt auf der Südinsel Neuseelands vor.[7]
  - Trithuria cookeana D.D.Sokoloff, Remizowa, T.D.Macfarl. & Rudall: Sie kommt nur in Northern Territory vor.[6]
  - Trithuria cowieana D.D.Sokoloff, Remizowa, T.D.Macfarl. & Rudall: Sie kommt in Australien in Northern Territory vor.[7]
  - Trithuria filamentosa Rodway (Syn.: Hydatella filamentosa (Rodway) W.M.Curtis): Sie kommt nur in Tasmanien vor.[6]
  - Trithuria fitzgeraldii D.D.Sokoloff, I.Marques, T.D.Macfarl., Rudall & S.W.Graham: Die 2019 erstbeschriebene Art kommt in Western Australia vor.[7]
  - Trithuria inconspicua Cheeseman (Syn.: Hydatella inconspicua (Cheesm.) Cheesm.): Diese gefährdete Art kommt in Neuseeland vor.
  - Trithuria konkanensis Yadav: Die Heimat ist Indien.
  - Trithuria lanterna D.A.Cooke: Sie ist in den australischen Bundesstaaten Western Australia, Northern Territory sowie Queensland verbreitet.[6]
  - Trithuria occidentalis Benth. (Syn.: Hydatella dioica D.A.Cooke): Sie kommt nur in Western Australia vor.[6]
  - Trithuria polybracteata D.A.Cooke ex D.D.Sokoloff, Remizowa, T.D.Macfarl. & Rudall: Sie kommt in Western Australia vor.[7]
  - Trithuria submersa Hook. ex Moq. (Syn.: Juncella occidentalis (Benth.) F.Muell. ex Hieron.): Sie ist in den australischen Bundesstaaten Western Australia, South Australia, New South Wales, Victoria sowie in Tasmanien verbreitet.[6]

Die Arten der Familie waren früher in der Familie Centrolepidaceae eingeordnet.

## Etymologie
Der Name der einzigen Gattung Trithuria setzt sich aus zwei Teilen zusammen: den griechischen Wörtern treis für "drei" und thyris für "Fenster". Er bezieht sich auf die Dehiszenz der Frucht.